# Quíbor

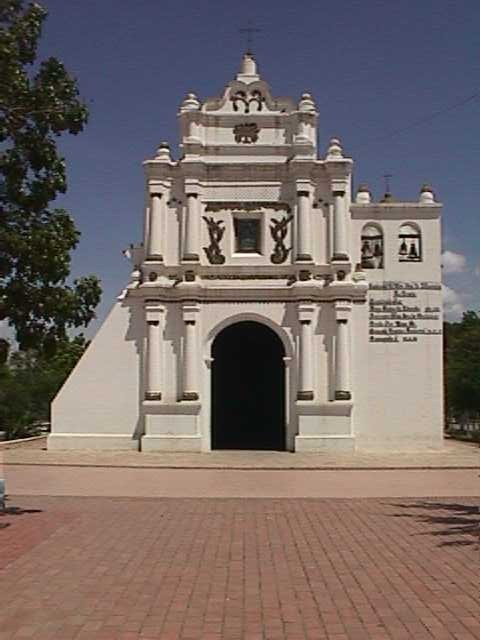

Quíbor es una ciudad venezolana, capital del municipio Jiménez en el estado Lara. Es considerada Ciudad Artesanal de Venezuela, por su artesanía. Tiene 110 536 habitantes, la mitad de la población del municipio. Quíbor es también la capital de la parroquia Juan Bautista Rodríguez. Forma parte de la Gran Barquisimeto.
Asentamiento importante antes de la llegada de los colonizadores, Quíbor se ha convertido por sus yacimientos arqueológicos en uno de los lugares más relevantes e Venezuela. En el Museo Antropológico Francisco Tamayo de Quíbor se guardan las piezas halladas en dichos yacimientos. Sobre el poblado autóctono se fundó en 1620 por Francisco de la Hoz Berrío el pueblo de Nuestra Señora de Altagracia de Quíbor. Es un centro importante de servicios, agrícola y artesanal.

## Toponimia
Quíbor quiere decir en la lengua indígena sembrar y cosechar lo es muestra de la riqueza agrícola de estas tierras.

## Historia
Antes de la llegada de los conquistadores españoles el valle de Quíbor estaba e habitado por indígenas gayones de familia jirajarana. La organización social de los indígenas habitantes del valle de Quíbor era el cacicazgo. Esta organización social se distingue por poseer un jefe o cacique que es el responsable de la redistribución de los excedentes económicos. Este jefe puede ser también jefe militar e incluso religioso. La agricultura estaba desarrollada. La metalurgia aún se limitaba al tratamiento de metal para objetos decorativos y no se había desarrollado la escritura.
Arqueológicamente, esto queda atestiguado por los descubrimientos realizados en las necrópolis cementerio Boulevard de Quíbor y cementerio Las Locas tanto a nivel de las ofrendas y ornamentos hallados en las tumbas como por los estudios antropológicos realizados a los restos óseos encontrados que evidencian diferencias importantes en la nutrición y sanidad. Estos restos están datados alrededor del año 400 d. C. Hacia el año 1000 ya hay una clara estratificación social y una organización que permitía realizar construcciones y mejorar la producción agrícola.
Las crónicas de la conquista dan fe de la existencia de unas poblaciones altamente organizadas en las áreas política, económica y social, liderados por jefes o señores que eran llamados Manaure. Los primeros pobladores fueron los Ajaguas o Achagua.
Las primeras noticias que se tienen por parte de los colonizadores españoles datan de 1545 cuando López Montalvo de Lugo, siguiendo las órdenes del gobernador alemán Georg von Speyer organiza una expedición que partiendo de Coro se adentra en la llanura que hoy forma el estado de Lara. Lopéz Moltalvo llegó a una tierra que sus habitante denominaban Quíboc, y a veces Quibure, en castellano «cosecha».
En 1602 la zona de Quibor había empezado a ser pobladas por los europeos que se encontraban en el El Tocuyo debido a que no habían tenido confianza en la salubridad de El Tocuyo y también la zona de Quibor se estaba acrecentado rápido, no solo por estar en el paso del camino real, sino también por los grandes cultivos de trigo que entonces se hacían en su circuito, y por la ventaja de vivir muy cerca de su recinto algunos alemanes encomenderos que contribuyeron a aumentarle, con su laboriosidad y con su sangre.
En junio de 1620 Capitán General Francisco de la Hoz Berrio y Oruña, que era gobernador de la provincia de Venezuela, manda fundar, sobre el poblado indígena existente, la población de Nuestra Señora de Altagracia de Quíbor proporcionando así un refugio intermedio entre los asentamientos de Nueva Segovia de Barquisimeto y El Tocuyo. Según se recoge en los archivos parroquiales, para 1620 ya era denominado como pueblo.
El desarrollo de Quíbor se produce en el siglo XIX. Para 1828 ya tenía la categoría de villa.
Simón Bolívar pasa por la villa de Quíbor el 16 de agosto de 1821 en un recorrido que hizo desde Barquisimeto al El Tocuyo. El recibimiento fue muy bueno ya que la villa era mayoritariamente independentista y había aportado muchos de sus hombres y mujeres a la causa. La tradición oral mantiene la historia y cuenta 

Su excelencia Simón Bolívar, Libertador de Venezuela y la América del Sur, fatigado de cansancio y calor, ordenó un alto debajo de una gran caída, al lado del camino real, cerca de la quebrada Atarigua, en la entrada del pueblo, donde mitigó la sed y sombreó por un rato. También se aprovechó la parada para darle de beber a los caballos con agua de la referida quebrada.

## Ubicación y accesos
Ubicada en la depresión del Valle de Quíbor en el centro occidental del país en el estado Lara. Está prácticamente unida con la ciudad de Barquisimeto, la capital del estado. La población de Quíbor se sitúa a una altitud de 700 metros sobre el nivel del mar. Sus coordenadas son Latitud 9º55'41" N, longitud 69º34'40" O.
La depresión que forma el valle de Quíbor está formada por la desecación del lago salado que allí había ocurrida cuando se formaron las cadenas montañosas que conforman los sistemas de la costa y andino. Esta particularidad le da el aspecto que actualmente tiene, una superficie horizontal, seca, en cuyas entrañas se guarda una gran reserva de agua que logra hacer producir a estas fértiles tierras una gran cantidad de productos hortícolas.
El núcleo urbano está situado en la autopista centroccidental que une la vecina ciudad de Barquisimeto con los la región de los Andes, hacia la localidad de El Tocuyo y hacia el norte, por otra carretera, hacia Guadalupe (Lara), justo en la entrada del Parque nacional Cerro Saroche.
El clima reinante en este territorio es cálido y de pocas precipitaciones, entre 400 y 500mm/a. La temperatura media anual es de 25,5 °C con oscilaciones entre los 25 y 38 °C.

## Hidrografía y orografía

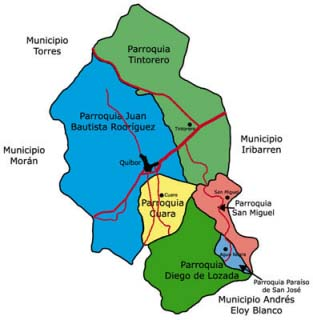
Localización.

### Hidrografía
Desde el punto de vista hidrográfico, la región de Quíbor no presenta accidentes geográficos acuáticos significativos en superficie. Su única fuente de agua históricamente ha sido la reserva de aguas subterráneas, la cual ha sido explotada desde tiempos antiguos como recurso vital para el consumo y las actividades agrícolas. 
Con el objetivo de fortalecer el abastecimiento hídrico y garantizar el desarrollo sustentable de la actividad agrícola en la zona, se construyó el Sistema Hidráulico Yacambú–Quíbor, una infraestructura de gran envergadura concebida para complementar los recursos disponibles y mejorar la eficiencia en el manejo del agua en este importante valle agrícola del estado Lara.
Sistema Hidráulico Yacambú - Quíbor, un proyecto que se realizó entre los años 1973 y 1974, comenzándose en 1989. El proyecto trata de la construcción de una presa en el río Yacambú y las conducciones hidráulicas correspondientes para abastecer de agua al Valle de Quíbor, a la ciudad de Barquisimeto y sus zonas aledañas, además de a otras regiones cercanas como las ciudades hermanas Acarigua - Araure. La capacidad con la que se ha diseñado el sistema es de 330Mm/a destinando un 30% para el consumo humano y el resto para el regadío.

### La cultura de riego
En un entorno de escasas precipitaciones y reservas de agua subterránea, que aunque abundante tiene una cuota de renovación del acuífero menor que las de extracción, la organización del riego ha sido fundamental para el mantenimiento de la actividad agrícola. 
La actividad del regadío es anterior a la colonización europea, se utilizaban diques para represar agua y distribución del agua por canales secundarios y taraceo, tal como se evidencia en hallazgos arqueológicos de Poa Poa y Puraylimpia. A partir de mediados del sigo XX la llegada de emigrantes canarios acentúa la conciencia de salvaguardia de los recursos hidráulicos. Es entonces cuando se introducen grandes reformas en la gestión del agua de superficie. La agricultura mantiene la economía del 45% de la población del valle.

### Orografía

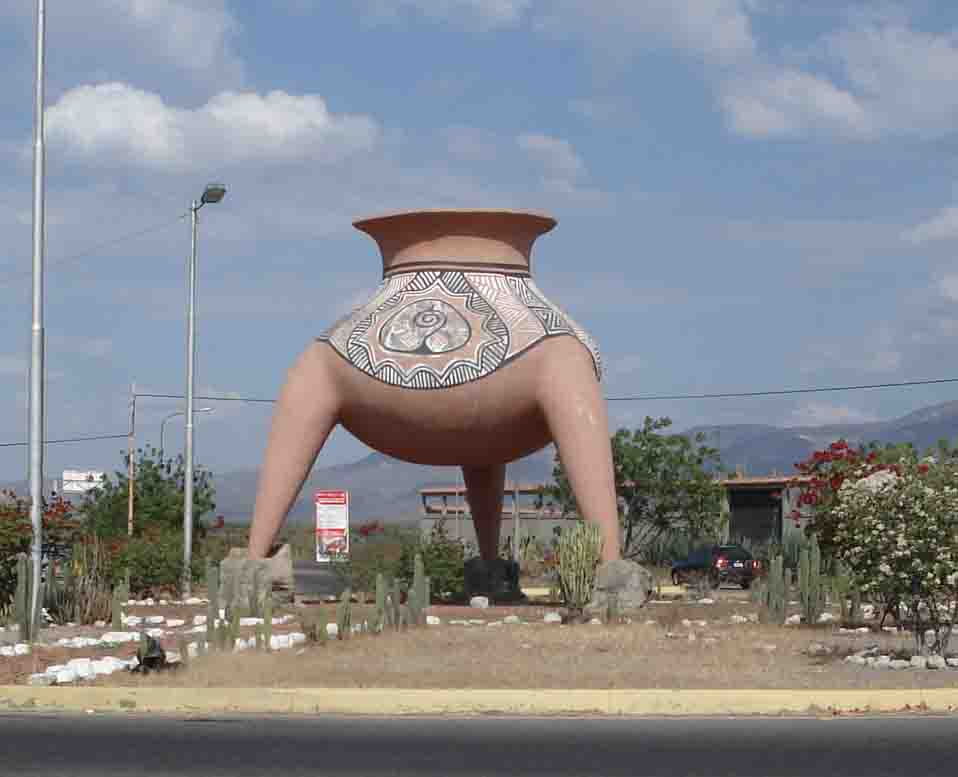
Foto de la tinaja en la encrucijada de Quíbor

La depresión se encuentra el Valle de Quíbor está rodeada, en la lejanía, por los sistemas montañosos de la Costa y Andino. Al oeste de la llanura seca se ubica el río Yacambú y al norte esta el Parque nacional de Cerro Saroche, al sur el de Yacambú y al este Terapaima. 
La llanura está salpicada de pequeñas lagunas, muchas de ellas artificiales, que se utilizan para el riego de las huertas, las extensiones verdes que se ven. También pequeñas elevaciones destacan sobre el fondo de las montañas de los Andes.

## Economía
Las actividades económicas de los pobladores de Quíbor es la agricultura y ganadería. Hay una actividad industrial es escasa pero destaca la artesana. El turismo es otra de las actividades que están realzando.
El sector primario es el principal. Está centrado en la agricultura sustentada por el regadío. Da ocupación al 45% de los habitantes del municipio en diferentes actividades y formas, desde las grandes explotaciones hasta los trabajos de peonaje. La producción está centrada en la huerta y los frutales, aunque también hay productos como la alfalfa. La ganadería, con rebaños de ganado de calidad, complementa a la agricultura.
El sector secundario centrado en la actividad artesanal como reminiscencia del rico pasado indígena mantiene una serie de ferias que hacen, a su vez, de atractivo turístico. La cercanía de la ciudad de Barquisimeto, con más de un millón de habitantes, monopoliza la actividad industrial.
El sector servicios al igual que con la industria, la cercanía de Barquisimeto absorbe todos los servicios. Únicamente quedan los necesarios para atender a las necesidades diarias de la población. El turismo, actividad en alza, está dinamizando los servicios hosteleros.

## Monumentos
Destaca en Quíbor, además de su artesanía, la riqueza arqueológica. Hay varios sitios a destacar en esta cuestión:
- Cementerio del Boulevard, usado entre el siglo II y el VII.
- Cementerio Las Locas, igual que el anterior, se han hallado esteras, tejidos mortuorios, objetos de adorno, ofrendas de cerámica, de concha de caracol marino, de ámbar y de piedra.
- Museo antropológico de Quíbor «Francisco Tamayo» que guarda las colecciones de los hallazgos realizados en los diferentes yacimientos del valle. Tiene un taller que reproduce los piezas encontradas.

En cuanto a otros monumentos tenemos en Quíbor los siguientes:
- Iglesia de Nuestra Señora de Altagracia data del siglo XVII y fue fundada por los misioneros franciscanos. Es de estilo barroco y tiene carácter defensivo. Se acabó de construir en 1808 y fue reconstruida en 1881.
- Iglesia Nuestra Señora de Guadalupe Ubicada en la Parroquia Juan Bautista Rodríguez. Creada en el año 1605, pero inaugurada en el año 1625, siendo así la más antigua de la ciudad.
- El Trípode, una gran pieza de artesanía que es el símbolo de la labor más reconocida de Quíbor. Es una réplica de una vasija de tres patas de unos 6 metros de altura, semejante a las encontradas en los yacimientos arqueológicos de la localidad.
- Iglesia Nuestra Señora de Coromoto Ubicada en la Parroquia Coronel Mariano Peraza

## Fiestas
Quíbor celebra sus fiestas la tercera semana de enero, el tercer Viernes de enero en honor a su patrona la virgen de Nuestra Señora de Altagracia. El cuarto viernes de enero se realiza la Serenata a la Virgen de Altagracia.
En honor la Virgen de La Candelaria, el 1 de febrero se corre el «Toro de La Candelaria» que es un toro de fuego confeccionado con fuegos artificiales.
Las celebraciones de la Semana Santa que se realizan en Quíbor están consideradas de las mejores de Venezuela.
El baile del Tamunangue es típico de la zona y se realiza en el canto de golpes, aguinaldos, velorios y rosarios de ánimas. 
La Semana Santa de esta región está considerada como una de las mejores de Venezuela, en organización, arte y asistencia turística
En Tintorero durante el mes de agosto se realiza la "Feria Internacional de Tintorero” donde exponen y compiten los mejores artesanos del mundo. Esta experiencia de romper fronteras los ha proyectado internacionalmente, tanto a ellos como pueblo al igual que el estado Lara, como vanguardia de la producción textil artesanal.
En Quibor, en septiembre se realiza "El reencuentro Quiboreño". Donde los quiboreños se reúnen en la parroquia Nuestra Señora de Altagracia, con el propósito de congregar a propios y visitantes en torno a actividades propias de la localidad y los caseríos del municipio Jiménez. Este eventos cuenta con la celebración de una misa folclórica, con la participación de grupos religiosos, cultores populares, actividades como las tertulias quiboreñas y las agrupaciones que hacen vida en los pueblos.

## Personas destacadas
- Florencio Jiménez, Héroe de la independencia, General de Brigada.
- Jose Bernardo Dorante, Héroe de la independencia, Cabo, Corneta de Orden del Libertador.
- Tomás Liscano, Jurista, académico y político. Padre adoptivo del presidente Rafael Caldera.